# 대한신학대학원대학교
대한신학대학원대학교(大韓神學大學院大學校, Daehan Theological Seminary & University)는 경기도 안양시에 위치한 사립 대학원대학이다. 신학적으로는 보수개혁주의이다.

## 역사
대한신학대학원대학교의 역사는 대한신학교부터 시작한다. 고봉(高峰) 김치선 목사가 1952년 대한민국 최초로 교육부로부터 4년제 각종학교로 대한신학교를 설립한 뒤 1982년 대한신학교를 대신대학으로 개칭하고, 1987년 대신대학을 대신대학교로 개칭하였으며, 1990년 대신대학교를 안양대학교로 개칭하면서, 안양대학교가 소속된 대한예수교장로회(대신) 교단이 교세 확장을 위해 교육기관을 추가로 설립할 필요성을 느껴 대한예수교장로회(대신) 교단 소속 교회들의 헌금을 받아 1996년 12월 6일 학교법인 대한신학대학원을 설립하였다. 이런 이유 때문에 한동안 대한신학대학원대학교가 대한예수교장로회(대신) 교단 직영 신학대학원으로 운영되기도 했다. 그러나 대한예수교장로회(대신)의 내분으로 독립하여 현재는 대한예수교장로회(대신석수) 교단 직영 신학대학원으로 운영되고 있다.

## 총장 목록
| 역대  | 이름   | 임기                     | 비고   |
| ----- | ------ | ------------------------ | ------ |
| 제1대 | 김연택 | 1998, 3. 2~2000. 8. 31   |        |
| 제2대 | 안완길 | 2002. 3. 2~2003. 11. 27  |        |
| 제3대 | 이 선  | 2004. 3. 2.~2007. 2. 28. |        |
| 제4대 | 정효제 | 2008 2. 19~2011. 6. 30.  |        |
| 제5대 | 황원찬 | 2011. 7. 1~2012. 3. 4.   |        |
| 제6대 | 황원찬 | 2012. 3. 5~2017. 12. 14  | 총회장 |
| 제7대 | 서재주 | 2018. 3. 2~2020. 6. 5    |        |
| 제8대 | 김도경 | 2020. 6. 8~              |        |

## 교육과정
대한신학대학원대학교는 대학원 과정으로서 박사과정 4개 학과, 석사과정 6개 학과가 있다.

## 같이 보기
- 대한민국의 교육
- 대신총회신학연구원